# Brignon
Brignon é uma comuna francesa na região administrativa da Occitânia, no departamento de Gard. Estende-se por uma área de 6.67 km², e possui 778 habitantes, segundo o censo de 2018, com uma densidade de 120 hab/km².